# Hong Kong nos Jogos Paralímpicos de Verão de 2004
Hong Kong participou dos Jogos Paralímpicos de Verão de 2004, que foram realizados na cidade de Atenas, na Grécia, entre os dias 17 e 28 de setembro de 2004.
Com vinte e quatro atletas, a nação conquista dezenove medalhas (11 ouros, 7 pratas, 1 bronze) e termina na décima sétima posição no quadro de medalhas.